# Индустријска зона Марата (Терни)
Индустријска зона Марата је насеље у Италији у округу Терни, региону Умбрија.
Према процени из 2011. у насељу је живело 65 становника. Насеље се налази на надморској висини од 107 м.